# Kolland en Overlangbroek

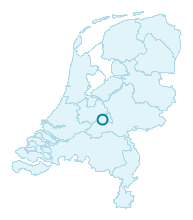
De locatie van het gebied in Nederland

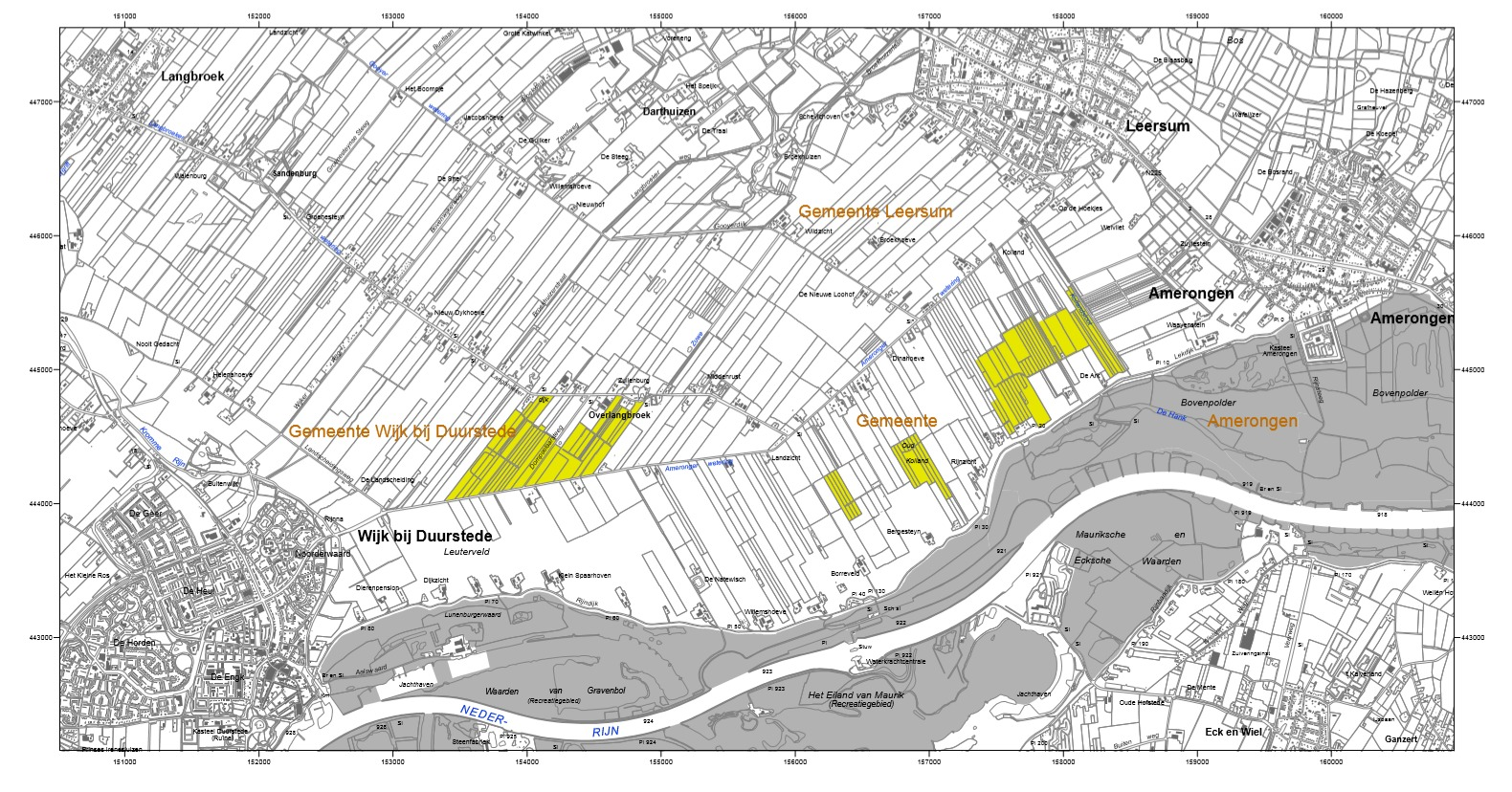
Detailkaart; de vier verschillende kavels die het gebied vormen zijn aangegeven in het geel. Waarbij het linker perceel in Overlangbroek valt, de twee percelen in het midden bij Oud Kolland horen en het meest rechter perceel als Kolland wordt geclassificeerd.

Kolland en Overlangbroek is een natuurgebied in Nederland tussen Wijk bij Duurstede en de Utrechtse Heuvelrug in. Het gebied bestaat uit de twee losse gebieden landgoed Kolland en landgoed Overlangbroek en is in totaal 110 hectare.

## Gebiedsbeschrijving
Het natuurgebied Kolland en Overlangbroek bestaat uit meerdere bospercelen verspreid over de twee landgoederen met dezelfde naam. Het gebied ligt tussen Wijk bij Duurstede en de Utrechtse heuvelrug en ligt vlak bij de grens van de provincie Gelderland  Het gebied maakt deel uit van een cultuurlandschap met essenhakhoutbosjes en een belangrijke cultuurhistorische waarde. De takken van de es werden veelal gebruikt in tuinbouw en fruitteelt en de buigzame takken zijn ook goed geschikt voor de bouw van waterkeringswerken. Sinds 1960 is de vraag echter sterk afgenomen waardoor dit soort hakhoutpercelen ook snel verdwenen. De overgebleven gebieden worden door vrijwilligers en natuurbeschermingsorganisaties in stand gehouden. Het grootste aaneengesloten perceel ligt in Overlangbroek en is 50 hectare groot. Het natuurgebied is in totaal 110 hectare groot en wordt actief beheerd door Staatsbosbeheer en particulieren. Waarbij Staatsbosbeheer de percelen in Overlangbroek en Oud Kolland op zich neemt en Landgoed Kolland NV verantwoordelijk is voor het beheer van het perceel in Kolland zelf.

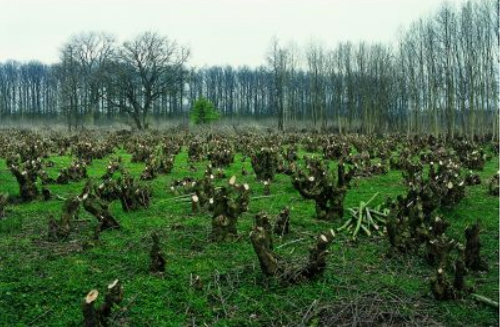
Actief hakhoutbeheer van oude essen in Overlangbroek. In het vroege voorjaar is Speenkruid (Ficaria verna subsp. verna) een dominante soort in de ondergroei.

Het gebied is onderdeel van een cultuurlandschap waar actief beheerde essenhakhoutbosjes staan. Doordat percelen van essenhakhout tegenwoordig niet meer rendabel zijn is de hoeveelheid van dit bostype de laatste jaren sterk achteruitgegaan.  Verder zijn verschillende delen van het natuurgebied geclassificeerd als de alluviaal Vogelkers-Essenbos (H91E0C) aan de hand van een veldbezoek in 2013. Dit is een bostype dat zeker in Nederland zeer zeldzaam is. Deze classificatie werd vooral gebaseerd op de aanwezigheid van verschillende vochtminnende soorten zoals look-zonder-look en fluitenkruid die volop groeien in het gebied. Verder werd ook de ruwe smele geconstateerd, een soort die kenmerkend is voor dit type bos.
Door deze status is het gebied sinds 2015 een Natura 2000 gebied, wat onderdeel is van het Europese beleid voor soortenbescherming. Het gebied is als zodanig aangewezen op basis van de habitatrichtlijn die ernaar streeft bedreigde soorten (anders dan vogels) te beschermen. Het gaat bij Kolland en Overlangbroek vooral om verschillende soorten mos, meer in het bijzonder verschillende grote touwtjesmossen zoals Spatelmos (Homalia trichomanoides) en Gladkringmos (Neckera complanata) en levermossen zoals Bleekboomvorkje (Metzgeria furcata) en Schijfjesmos (Radula complanata).

## Geschiedenis
Het natuurgebied Kolland en Overlangbroek bestaat uit twee verschillende landgoederen, landgoed Overlangbroek en landgoed Kolland. Beide liggen in het stroomgebied van de Kromme Rijn tussen Wijk bij Duurstede en de Utrechtse Heuvelrug. Landgoed Kolland diende vroeger als productiebedrijf die zijn opbrengsten haalde uit eiken- en essenhakhout en boomgaarden. De boomgaarden zijn inmiddels vervangen voor grasland en er staat eikenbos in plaats van eikenhakhout.
In de Romeinse tijd kwamen er veel klei op veen gronden tot stand in het gebied. Dit kwam indirect doordat de Kromme Rijn regelmatig overstroomde. Hierdoor ontstond er een patroon van zandige oeverwallen langs de rivier met slibrijke kommen in het achterliggende gebied. Hoe verder van de rivier vandaan, hoe dunner de slibrijke kommen. In de gebieden waar de kommen lange tijd onder water stonden trad uiteindelijk veenvorming plaats waardoor de klei op veengronden konden ontstaan. Deze bodem is door toedoen van de mens inmiddels flink aangetast.
Verzanding van de bedding van de Kromme Rijn veroorzaakte rond 1000 na Chr. afvoerproblemen. In 1122 werd de aftakking van de Rijn afgedamd bij Wijk bij Duurstede, waardoor de Kromme Rijn minder vaak overstroomde in de gebieden. Ook is het overstromingsgebied tegenwoordig veranderd, deze was vroeger voor een deel met bos bedekt maar deze bossen zijn inmiddels verdwenen. In de middeleeuwen kwamen de eerste dorpen in het gebied van de grond, waaronder Cothen en Werkhoven, waarna de grond in de omgeving werd ontgonnen. De Langbroeker Wetering in het gebied dient voor de afwatering van het komgebied zodat er niet meer klei op veengronden ontstaan. In de loop van de tijd veranderde veel grond in het gebied van bouwland naar grasland en werden er weer bossen aangeplant in de vorm van opgaand bos, essenhakhout, elzenhakhout, eikenhakhout en wilgengrienden. Rond de 18e eeuw zijn er op de zandige oeverwallen veel buitenplaatsen aangelegd.

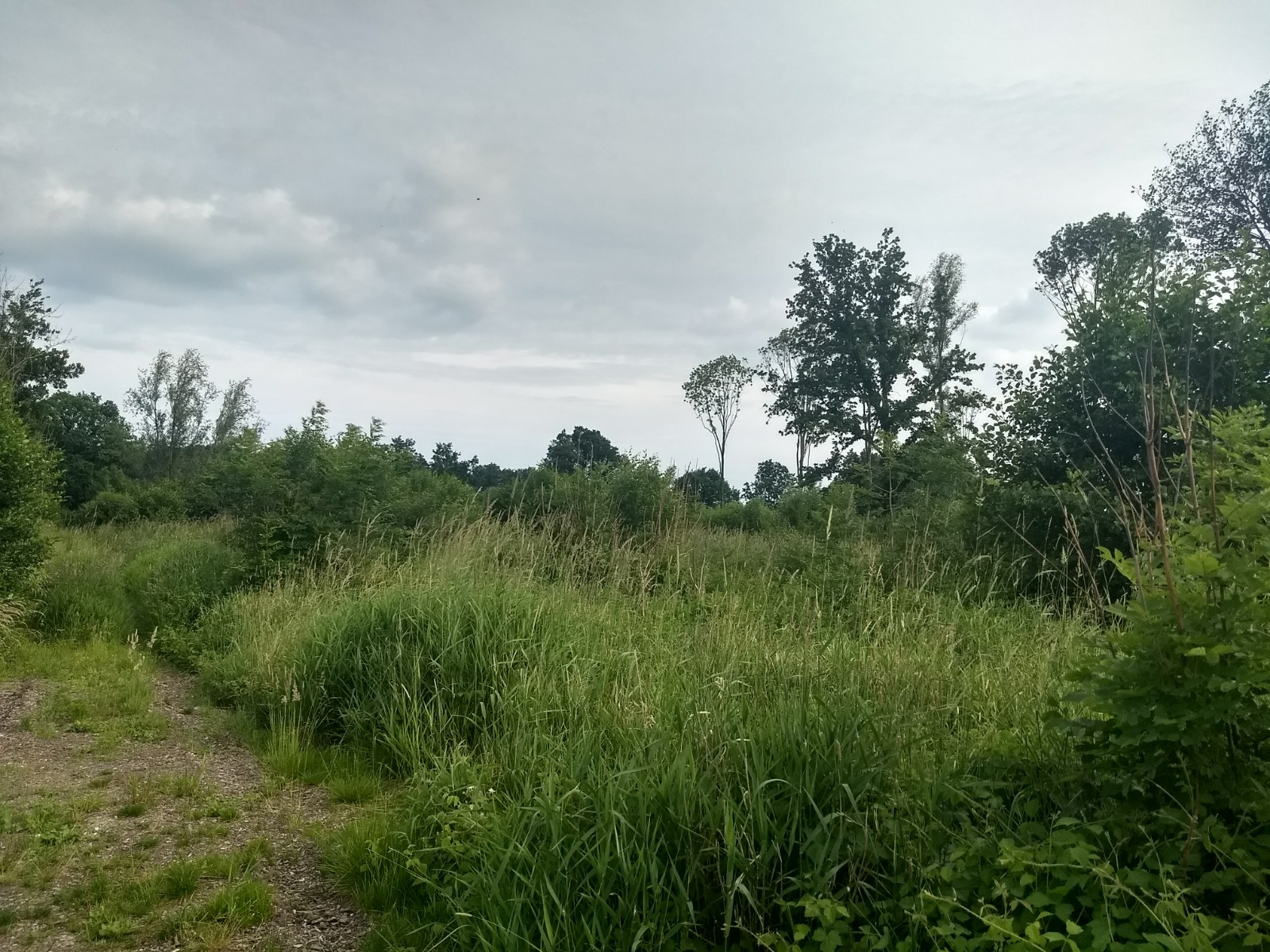
Het landschap van Kolland en Overlangbroek

## Ecologie
Het belangrijkste ecologische proces in Kolland en Overlangbroek is de invloed van kwelwater. Dit wordt veroorzaakt doordat het gebied ligt tussen de hoger gelegen Utrechtse Heuvelrug en de Rijn. Op de Utrechtse heuvelrug infiltreert regenwater in de zandgrond en stroomt via de diepe ondergrond in westelijke richting waar het opkwelt, onder andere in Kolland en Overlangbroek. Aan de andere kant ligt de Rijn, en doordat het stuwpeil van de Rijn (6m +NAP) veel hoger ligt dan het peil in het gebied (3,80 – 5,70m +NAP) komt er ook van deze kant veel kwelwater in het gebied omhoog. In Overlangbroek is er minder invloed van kwelwater uit de Heuvelrug doordat de verschillende weteringen (o.a. de Amerongerwetering, Langbroekerwetering en Leersumerwetering) in de buurt veel kwelwater afvangen, terwijl in Kolland en Oud-Kolland juist veel invloed is van dit kwelwater. De gemiddelde kweldruk in Overlangbroek is 0–2 mm per dag, in Kolland 2–3 mm per dag. Water wordt uit het gebied afgevoerd via verscheidene sloten en greppels, die uiteindelijk uitkomen in de Amerongerwetering en Langbroekerwetering.
Het kwelwater is van vitaal belang voor het habitattype van het gebied, vochtig alluviaal bos type C (beekbegeleidende bossen), in dit gebied in de vorm van Vogelkers-essenbos. Vogelkers-essenbos heeft een vochtig tot natte, matig voedselrijke en zwak zure tot basische bodem nodig. Daarvoor is basisch grondwater nodig dat tot de wortels van de bomen kan komen, en dat wordt door het kwelwater van de Heuvelrug en de Rijn geleverd.
De belangrijkste boom in het gebied is de es, Fraxinus excelsior. Deze boom is dragend voor het habitattype en is belangrijk voor de bijzondere mossoorten die typisch zijn voor het gebied. De touwtjesmosgemeenschap groeit namelijk alleen op basisch boomschors, wat de es heeft. Vooral op de essenhakhoutstoven groeien de mossen veel, en de 12-jarige kapcyclus lijkt hier erg belangrijk voor. Het gaat echter slecht met de essen in Kolland en Overlangbroek. Zoals veel essenbossen in Europa heeft het bos in het gebied last van essentaksterfte, veroorzaakt door de schimmel Chalara fraxinea. Door deze schimmel sterven takken van volwassen bomen af, maar ook de nieuw groeiende takken op de stoven. Dit is dus een gevaar voor het bos en het habitattype, en zeker voor de mossen, omdat de mossen minder substraat hebben om op te groeien en omdat door het verdwijnen van het essenbladerdak het vereiste vochtige microklimaat verdwijnt. De basische mossen hebben daarnaast concurrentie van zuurminnende mossen, en daarom is ook stikstofdepositie in het gebied een gevaar voor ze. Naast de essen zijn er ook nog een aantal andere boomsoorten met basisch schors, zoals de iep en de wilg.

## Beheer
Het hoofddoel van het beheer in Kolland en Overlangbroek is het behoud van het oppervlak van de habitatsoort vochtige alluviale bossen en waar mogelijk uitbreiding van deze habitatsoort. Ook is het behoud van de kwaliteit van de bossen in het gebied belangrijk. Om deze habitatsoort te behouden in dit gebied, worden er verschillende beheersmaatregelen getroffen. Het huidige beheer focust zich op twee aspecten: het beheer van de essen en mossen en de hydrologie.
Door de huidige situatie in het gebied, waarbij er veel essentaksterfte optreedt als gevolg van de schimmel Chalara fraxinea, wordt er ingezet op het vervangen van de weggevallen essen door andere boomsoorten die thuishoren in het heersende habitattype. Hierbij wordt de es wel als dragende boomsoort in gebied behouden. De wegvallende essen hebben als gevolg dat het bladerdak steeds opener wordt. Hierdoor daalt de luchtvochtigheid in het gebied en komt er meer lichtinval. De onderbegroeiing profiteert hiervan en de verruiging neemt toe. Dit kan worden verholpen door het inplanten van nieuwe boomsoorten. Soorten die kunnen worden gebruikt zijn een resistente vorm van de es, de linde en wilgen.
Voor het behoud van de mossen in het gebied wordt als eis gesteld aan vervangende soorten dat ze een basische schors hebben, zodat de basenminnende mossoorten in dit gebied ook op de schors van deze bomen kunnen groeien.
Vroeger werd er in dit gebied periodiek gekapt. Hierdoor ontstonden de typische essenhakhout percelen. Deze periodieke kap zorgde er ook voor dat er zich een bijzondere epifytengemeenschap kon huisvesten in het gebied, omdat er een cylco-dynamisch milieu ontstond. Door de schimmel in het gebied, met als gevolg de essentaksterfte, is er besloten om de periodieke kap tijdelijk te stoppen. Omdat nog onzeker is welke gevolgen dit zal hebben voor de epifytengemeenschap wordt in het gebied naar de volgende vier mogelijkheden gekeken: 
- opstanden met veel essensterfte doorplanten met vervangende soorten, passend binnen het boshabitat;
- bijhouden van het verloop van essensterfte en het succes van compenserende maatregelen zoals doorplant;
- op kleine schaal doorzetten van hakhoutbeheer van essen en, op termijn, vervangende soorten met basische schors;
- externe terreincondities voor het habitats zo goed mogelijk op orde brengen, met name door hydrologisch herstel.

De hydrologie binnen het gebied dient ook afgesteld te zijn op vochtige alluviale bossen. Hierbij is een hoog grondwaterpeil noodzakelijk. De peilen die worden gehanteerd in het gebied zijn vastgelegd. Voorheen was de landbouw altijd bepalend geweest voor deze grondwaterpeilen, maar sinds 28 juni 2017 is een nieuw peilbesluit gemaakt. Hierdoor mag in Kolland en Overlangbroek een hoger waterpeil worden gehanteerd. Doel is om het waterpeil met 25 cm te verhogen. Op deze manier kunnen de wortels van bomen en planten beter bij het kwelwater, afkomstig uit de Rijn. Een andere maatregel om het habitattype te behouden is het verondiepen van de sloten en geulen in het gebied. Als gevolg hiervan stroomt er minder kwelwater uit het gebied en is de menging met het water uit naastgelegen landbouwgebied ook minder. Water uit het landbouwgebied bevat doorgaans te veel stikstof, wat een negatief effect heeft op het natuurgebied.

## Noemenswaardige soorten
Kolland en Overlangbroek bezit veel verschillende soorten planten en dieren. Maar een paar soorten die daar voorkomen zijn belangrijk om nog uit te lichten omdat ze erg belangrijk zijn, of zeer uniek.
- De Es (Fraxinus excelsior). Deze boom draagt het gehele habitattype van Kolland en Overlangbroek en is daardoor onmisbaar in het ecosysteem. Het beleid tegen de essentaksterfte is zeker niet onnodig.
- In Kolland en Overlangbroek komt ook een soort voor die op de Nederlandse en Vlaamse rode lijst staat. Dit is de Sleedoornpage (Thecla betula). Deze vlinder komt van Spanje tot Korea voor, maar is sterk bedreigd door ontbossing. Zijn voorkomen in Kolland en Overlangbroek is daarom uitzonderlijk te noemen.

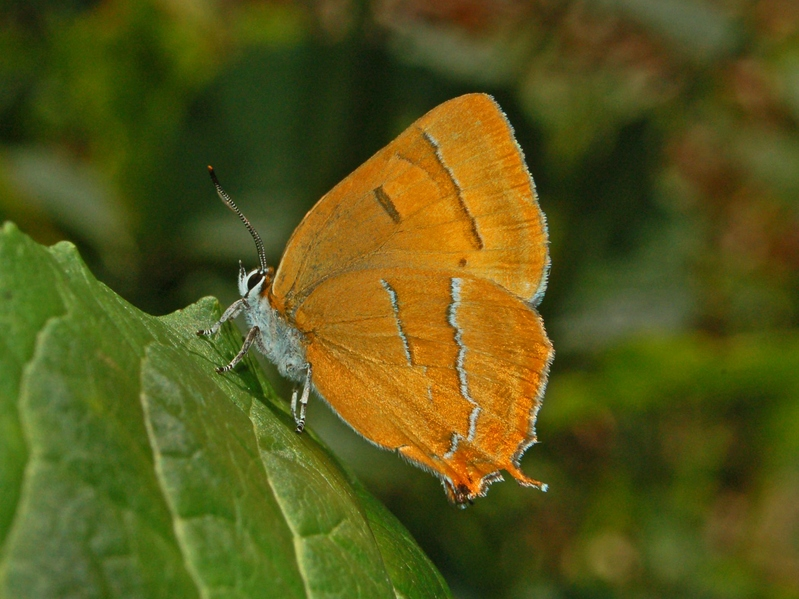
Een Sleedoornpage (Thecla Betula)

- Voor het publiek zijn de reeën (Capreolus capreolus) een belangrijke reden om het gebied te bezoeken. Deze soort heeft een beperkte invloed op de vraat in de aanplant van het gebied.
- Het gebied dient ook als onderkomen voor vogels in zowel de zomer als de winter. In de zomer zijn er verschillende soorten te zien die niet meer in de winter te aanschouwen zijn. Dit zijn bijvoorbeeld de tjiftjaf (Phylloscopus collybita), de zwartkop (Sylvia atricapilla) en de tuinfluiter (Sylvia borin). Maar bijvoorbeeld de houtsnip (Scolopax rusticola) zoekt massaal dekking in dit gebied tijdens de winter.
- Wat het gebied het meest bijzonder maakt, zijn de verschillende bijzondere touwtjesmossoorten. Hieronder valt bijvoorbeeld het groot touwtjesmos (Anomodon viticulosus).
- Niet alle soorten die voorkomen in Kolland en Overlangbroek hebben een positieve impact op het gebied. De Japanse duizendknoop (Fallopia japonica) is een soort die oorspronkelijk uit Japan komt, maar een van de bekendere invasieve soorten van de wereld is. Dit doordat het deze snel groeit en vrijwel overal kan groeien. Ook in Kolland en Overlangbroek is dit een soort die opkomend is en voor overlast zorgt tegenover de andere soorten.